# جيم هولت (لاعب كرة قاعدة)
جيم هولت (بالإنجليزية: Jim Holt)‏ هو لاعب كرة قاعدة أمريكي، ولد في 27 مايو 1944 في غراهام في الولايات المتحدة، وتوفي في 29 مارس 2019.

## وصلات خارجية
- جيم هولت على موقعبيزبول رفرنس.كوم (الدوري الرئيسي) (الإنجليزية)
- جيم هولت على موقعبيزبول رفرنس.كوم (الدوري الثانوي) (الإنجليزية)
- جيم هولت على موقع مشجعي الرسوم البيانية (الإنجليزية)